# Tetracera korthalsii
Tetracera korthalsii är en tvåhjärtbladig växtart som beskrevs av Friedrich Anton Wilhelm Miquel. Tetracera korthalsii ingår i släktet Tetracera och familjen Dilleniaceae. Utöver nominatformen finns också underarten T. k. subrotunda.